# The MathWorks
Компанія The MathWorks спеціалізується на розробці програмного забезпечення в області числових обчислення і комп'ютерного моделювання. Створена в 1984 році Джеком Літлом (Jack Little), Клівом Моулером (Cleve Moler) та Стівом Бангертом (Steve Bangert). Вони ж є і власниками компанії.
Головний офіс компанії розташований в м. Нетік, Массачусетс (Natick, Massachusetts), США. Джек Літл займає пост президента, Клів Моулер — провідного спеціаліста.
Основні продукти The MathWorks: MATLAB, Simulink, Stateflow та спеціалізовані інструментальні пакети розширення до них (ToolBoxes).